# Jules Ballá

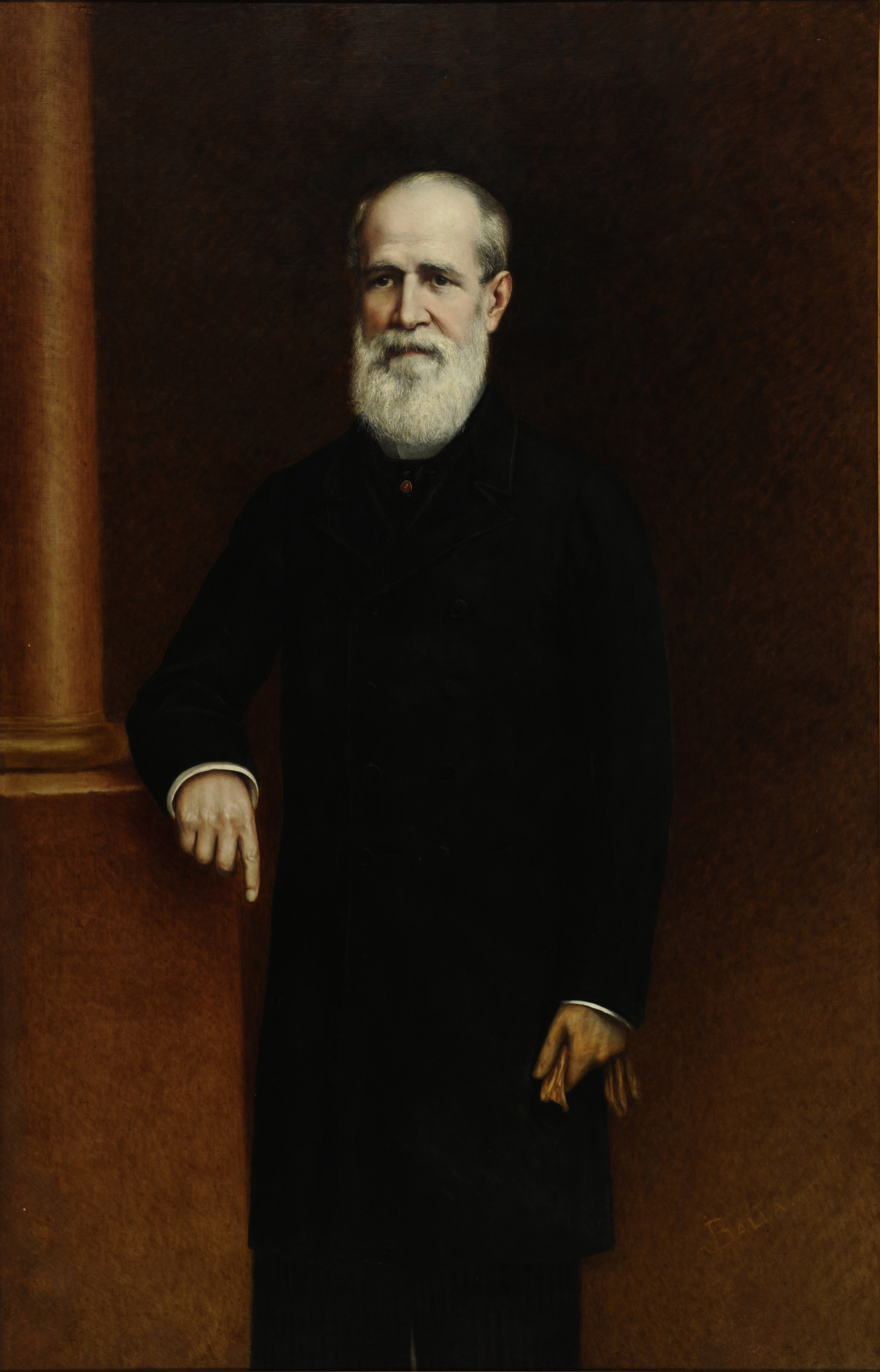
Retrato do Dr. Martinho Prado, no acervo do Museu Paulista.

Jules Ballá foi um pintor francês, ativo no fim do século XIX no Brasil. 
Na Exposição Geral de Belas Artes, na Academia Imperial de Belas Artes, recebeu a Primeira Medalha de Ouro, em 1879.
Tem obras em exposição no Museu Mariano Procópio e no Museu Paulista. Na coleção deste último, consta um retrato de Martinho Prado.

## Ver também

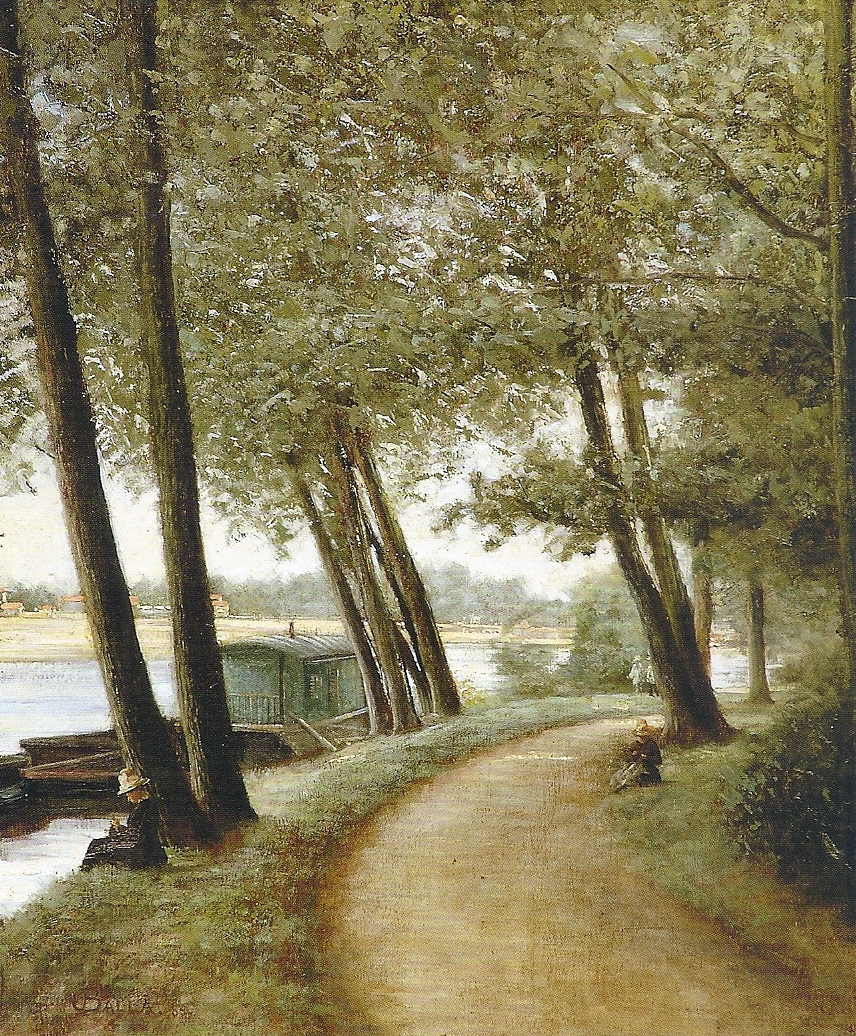
Bords de la Seine, de Jules Ballá